# سوف سرخ
سوف سرخ (نام علمی: Sebastes marinus) نام یک گونه از تیره عقرب‌ماهیان است.